# Verzino
Verzino é uma comuna italiana da região da Calábria, província de Crotone, com cerca de 2.371 habitantes. Estende-se por uma área de 45 km², tendo uma densidade populacional de 53 hab/km². Faz fronteira com Campana (CS), Casabona, Castelsilano, Pallagorio, Savelli.

## Demografia
| Variação demográfica do município entre 1861 e 2011                               |
|                                                                                   |
| Fonte: Istituto Nazionale di Statistica (ISTAT) - Elaboração gráfica da Wikipedia |